# オトナ女子
『オトナ女子』（オトナじょし）は、2015年10月15日から12月17日まで毎週木曜日22:00 - 22:54に、フジテレビ系「木曜劇場」枠で放送されたテレビドラマ。主演は篠原涼子。

## キャスト

### 主要人物
中原 亜紀（なかはら あき）〈40〉
演 - 篠原涼子
本作の主人公。大手恋愛アプリ会社に勤務するOL。年齢を重ねてもおしゃれで綺麗で仕事も出来るが、プライベートではダメな男に尽くしすぎてしまい振られるなど恋愛に対しては不器用。職場では若い同僚に無理して女子でいる等と陰で言われてしまう。料理が得意。彼氏の前では本音を出せず、同年代の女友達、萠子、みどりと愛猫のちくわにだけ心を許せる。
大崎 萠子（おおさき もえこ）〈40〉
演 - 吉瀬美智子
フラワーショップのオーナー。亜紀とは高校時代からの仲。ホレっぽく、いろいろな男性にアプローチするが、悪い男にばかり引っ掛かり未だ独身。母親の絹江に結婚を急かされている。中学受験や花の仕事等、常に母親の望む通りに生きて来た。栗田と交際中だが、他の女の存在に嫉妬しつつも許して裏切られてを繰り返している。栗田に母親が結婚後も干渉が激しいことを敬遠され、それが私の生き方だからときっぱり言い栗田との別れを選ぶ。
坂田 みどり（さかた みどり）〈40〉
演 - 鈴木砂羽
バツイチで3人の息子を育てるシングルマザー。弁当屋でパート勤務。亜紀と萠子の友人。家事と子育てとパートに追われてきたが、三男の息子の担任にアプローチされ自身も想いが芽生えて困惑している。長男が彼女を妊娠させたり、次男が苦しい家計を見かねて怪しげなお店でバイトを始めたり、三男がいじめに遭ったり等子育てに奮闘。
栗田 純一（くりた じゅんいち）〈42〉
演 - 谷原章介
亜紀の勤める会社『FRUITAGE』（フルテージ）の社長。金持ちで女性にモテるが“いつまでも恋愛を楽しみたいタイプ”ゆえ独身。プレイボーイでいつも複数の彼女がいて、毎回家で手料理を振舞いその時間に合わせて花が届くという同じデートプランを実行している。萠子のレンタル彼氏の田代の存在に焦り、今までの彼女と一斉に縁を切ったり、萠子の母親に会うことを提案するが、萠子が今まで母親の言いなりに生きて来たことや母親の毎日新居に押し掛ける意志に圧倒され、結婚は考えられないと言い切る。会社創設当時からのメンバーである亜紀とは旧知の間柄である。
高山 文夫（たかやま ふみお）〈45〉
演 - 江口洋介
作家。10年以上前に恋愛ドラマで何本もヒット作を生み出したが、最近は作品をあまり発表していない脚本家。電車やいつも仕事場にしているカフェで出会った亜紀と衝突しながらも交流を重ね、亜紀の会社で開発する恋愛アプリの監修を担当する。恋愛に関して独自の哲学を持っている。偏屈な性格で世の中を斜めに見ている節があり、亜紀曰く人を怒らせるようなことしか言わない。いつも同じカフェを仕事場にしていてマスターとは気軽に話せる仲。仕事や恋で傷心の亜紀にアプローチをするが、どうやらそれは自分の小説の執筆のためらしい？？ 愛車は1969年式ミニカ70 GSS。最後は亜紀と結ばれる

### 亜紀の関係者
山岡 伸治（やまおか しんじ）〈34〉
演 - 斎藤工（友情出演）
亜紀の元彼で駆け出しのミュージシャン。典型的なヒモ。亜紀と同棲し、養ってもらっていたがその最中に若手スタッフと浮気。予定より早めに亜紀が帰宅した時、浮気現場を目撃されるも、「若い彼女の方が対等でいられるし、親も賛成している。」等と言い亜紀を振る。しかし、仕事や浮気相手との恋愛に行き詰まると亜紀のところにまた戻ってくるが、高山の協力もあり亜紀の元から去る。
池田 優（いけだ ゆう）〈38〉
演 - 平山浩行
第2話から登場。出版社に勤務するサラリーマン。高山の担当編集者。亜紀と交際中。競馬好きだが小心者で千円以上使ったことなし。予想外なことが苦手でデートの下見に行くほど。人と深く付き合うことが苦手で、誰かが自分の人生に入り込んで来くることを面倒に思っている面があり、仕事が忙しくなってデートの予定がなくなることにどこか安心感を感じている。その旨を亜紀に伝えて振ってしまうが、その後も友人として何かと亜紀の前に登場し寄りを戻したいと亜紀に伝えるも断られる。
里中
演 - 前川泰之
第6・7話に登場。カメラマン。

#### FRUITAGE（フルテージ）
工藤 美和（くどう みわ）〈35〉
演 - 市川実和子
亜紀の同僚で栗田の恋人。職場ではプライベートを隠している。亜紀と若手達との中間ポジションであり、若い同僚を前に年齢に焦りを感じ、線引きに敏感になっている。
立花 沙織（たちばな さおり）〈25〉
演 - 平山あや
亜紀の同僚。亜紀を「無理して女子でいる」「仲間だと思ってもらっても迷惑」等と辛辣な陰口を叩き、亜紀の生き方に批判的。無理して女子でいるよりも良い人を見つけて幸せなおばさんでいる方がいいと思っている。
前川 亮介（まえかわ りょうすけ）〈25〉
演 - 吉沢亮
亜紀の部下。亜紀に恋心を抱いている。
川上 圭子（かわかみ けいこ）〈24〉
演 - 藤村聖子
亜紀の部下。
遠藤 玲奈（えんどう れいな）〈26〉
演 - 堀口ひかる
亜紀の部下。
柳田 玲子（やなぎだ れいこ）〈28〉
演 - 東加奈子
栗田の秘書。

### 萠子の関係者
田代
演 - 丸山智己
第5話から登場。萠子が頼んだレンタル彼氏。萠子に積極的にアプローチするようになり、萠子と母親の仲を取り持つ。
大崎 絹江（おおさき きぬえ）
演 - 朝加真由美
萠子の母親。

### みどりの関係者
沢田 健太（さわだ けんた）〈28〉
演 - 千葉雄大
第2話から登場。陵の担任教師。ダンサー志望だったが安定を求めて教師になり、今は仕事の傍らダンスをしている。みどりに思いを寄せてアプローチを繰り返す。みどりの力になりたくて、担任している三男だけでなく次男の心配もする。三男がいじめに遭っているとみどりに報告するが真相は不明。

#### 坂田家
坂田 昴（さかた すばる）〈21〉
演 - 平埜生成
みどりの長男。大学生。彼女を妊娠させてしまう。
坂田 碧（さかた あおい）〈17〉
演 - 矢部昌暉（DISH//）
みどりの次男。苦しい家計を見かね、繁華街にある怪しげなバーでバイトを始める。
坂田 陵（さかた りょう）〈15〉
演 - 浦上晟周
みどりの三男。いじめに遭っているようだが真相は不明。

### その他
霜田 賢三（しもだ けんぞう）
演 - 池田成志
亜紀や高山の行きつけのカフェ『caldo』のマスター。
ちくわ
演 - アリス（猫）
亜紀の愛猫で相談相手。女友達の中でもアイドル。利口で考えていることを吹き出しにして話す。

## スタッフ
- 脚本 - 尾崎将也、泉澤陽子[2]
- 脚本協力 - 穂科エミ[3]、ニシオカ・ト・ニール[4]
- 演出 - 田中亮、関野宗紀
- 音楽 - MAYUKO、末廣健一郎、眞鍋昭大
- 主題歌 - 中島美嘉「花束」（Sony Music Associated Records）[5]
- 挿入歌 - Crystal Kay「何度でも」（ユニバーサル ミュージック）[6]
- プロデュース - 中野利幸
- 制作 - フジテレビドラマ制作センター
- 制作著作 - フジテレビ

## 放送日程
| 各話                                                          | 放送日         | サブタイトル                       | 脚本              | 演出     | 視聴率 |
| ------------------------------------------------------------- | -------------- | ---------------------------------- | ----------------- | -------- | ------ |
| 第1話                                                         | 2015年10月15日 | 幸せを掴みたい!!私は女子を諦めない | 尾崎将也          | 田中亮   | 9.9%   |
| 第2話                                                         | 2015年10月22日 | 恋と人生の大逆転                   | 尾崎将也          | 田中亮   | 9.2%   |
| 第3話                                                         | 2015年10月29日 | 不器用すぎる私達                   | 尾崎将也          | 田中亮   | 7.2%   |
| 第4話                                                         | 2015年11月05日 | 這い上がる40歳!!                   | 尾崎将也          | 関野宗紀 | 9.0%   |
| 第5話                                                         | 2015年11月12日 | 大人のキス                         | 尾崎将也          | 関野宗紀 | 8.3%   |
| 第6話                                                         | 2015年11月19日 | ついに反撃開始!!                   | 尾崎将也 泉澤陽子 | 田中亮   | 7.5%   |
| 第7話                                                         | 2015年11月26日 | 負け女からの逆転                   | 泉澤陽子          | 関野宗紀 | 9.0%   |
| 第8話                                                         | 2015年12月03日 | 二人きりの夜                       | 泉澤陽子          | 田中亮   | 8.7%   |
| 第9話                                                         | 2015年12月10日 | 輝くキス                           | 泉澤陽子          | 関野宗紀 | 9.2%   |
| 最終話                                                        | 2015年12月17日 | これが私の生きる道                 | 尾崎将也          | 田中亮   | 9.2%   |
| 平均視聴率 8.7%（視聴率はビデオリサーチ調べ、関東地区・世帯） |                |                                    |                   |          |        |

- 初回は22時 - 23時9分の15分拡大放送。21時59分 - 22時には『オトナ女子・初回スタート直前カウントダウンSP!!』を別途放送。
- 第3話は『SMBC日本シリーズ 第5戦 東京ヤクルト×福岡ソフトバンク』中継の延長のため、75分繰り下げで23時15分 - 翌0時9分に放送された。
- 第5話は『2018 FIFAワールドカップ・アジア2次予選  日本× シンガポール』中継の延長ため、20分繰り下げで22時20分 - 23時14分に放送された。

## 関連商品
Blu-ray・DVD
- オトナ女子 Blu-ray BOX（2016年3月16日発売、ポニーキャニオン）
- オトナ女子 DVD-BOX（2016年3月16日発売、ポニーキャニオン）

サウンドトラック
- フジテレビ系ドラマ『オトナ女子』オリジナル・サウンドトラック（2015年11月25日発売、ポニーキャニオン）

書籍
- オトナ女子 ノベライズ（2015年12月19日発売、扶桑社）ISBN 978-4594074036
- 写真集 ちくわ by オトナ女子（2015年11月26日発売、扶桑社）ISBN 978-4594073787